# ديسكاتي
ديسكاتي (Δεσκάτη) هي مدينة في غريفينا في مقاطعة فوريا إلادا في اليونان.
يبلغ عدد سكانها حوالي 2890 نسمة.